# MTV Europe Music Award al miglior artista greco
L'MTV Europe Music Award al miglior artista greco (MTV Europe Music Award for Best Greek Act) è uno dei premi degli MTV Europe Music Awards, che viene assegnato dal 2008.

## Albo d'oro

### Anni 2000
| Anno | Vincitore        | Nominati                                               |
| ---- | ---------------- | ------------------------------------------------------ |
| 2008 | Stereo Mike      | - Cyanna - Matisse - Michalīs Chatzīgiannīs - Stavento |
| 2009 | Helena Paparizou | - Monika - Matisse - Onirama - Professional Sinnerz    |

### Anni 2010
| Anno | Vincitore              | Nominati                                                                          |
| ---- | ---------------------- | --------------------------------------------------------------------------------- |
| 2010 | Sakis Rouvas           | - Myronas Stratis - Melisses - Stavento - Vegas                                   |
| 2011 | Mark F. Angelo & Shaya | - Κokkina Xalia - Melisses - Onirama - Panos Mouzourakis & Kostis Maraveyas       |
| 2012 | Vegas                  | - Claydee - Goin' Through - Melisses - Nikki Ponte                                |
| 2013 | Demy                   | - Goin' Through - Michalīs Chatzīgiannīs & Midenistis - Pink Noisy - Sakis Rouvas |
| 2014 | Vegas                  | - Despoina Vandī - Kostas Martakis - Thanos Petrelis - Demy                       |
| 2015 | Giorgos Mazonakis]     | - Despoina Vandī - R.E.C. - Giorgos Sabanis - Stavento                            |